# Zagrebačka nogometna zona – Jug 1977./78.
Zagrebačka nogometna zona – Jug  je bila jedna od dvije skupine Zagrebačke zone, te liga četvrtog stupnja nogometnog prvenstva Jugoslavije u sezoni 1977./78. 
 
Sudjelovalo je 14 klubova, a prvak je bio "TPK" iz Zagreba. 

## Ljestvica
| mj. | klub                 | ut. | pob. | ner. | por. | gol+ | gol- | bod |
| --- | -------------------- | --- | ---- | ---- | ---- | ---- | ---- | --- |
| 1.  | TPK Zagreb           | 26  | 15   | 7    | 4    | 43   | 19   | 37  |
| 2.  | Mladost Petrinja     | 26  | 15   | 6    | 5    | 45   | 16   | 36  |
| 3.  | Trešnjevka Zagreb    | 26  | 14   | 6    | 6    | 49   | 29   | 34  |
| 4.  | Radnik Velika Gorica | 26  | 11   | 8    | 7    | 38   | 21   | 30  |
| 5.  | Kemičar Zagreb       | 26  | 11   | 8    | 7    | 22   | 19   | 30  |
| 6.  | Sloga Novoselec      | 26  | 10   | 8    | 8    | 30   | 27   | 28  |
| 7.  | Duga Resa            | 26  | 9    | 8    | 9    | 40   | 38   | 26  |
| 8.  | Metalac Zagreb       | 26  | 9    | 7    | 10   | 33   | 37   | 25  |
| 9.  | Hidroelektra Zagreb  | 26  | 8    | 7    | 11   | 36   | 39   | 23  |
| 10. | Mladost Zabok        | 26  | 9    | 5    | 12   | 26   | 33   | 23  |
| 11. | Ilovac Karlovac      | 26  | 8    | 7    | 11   | 33   | 41   | 23  |
| 12. | Dubrava Zagreb       | 26  | 6    | 10   | 10   | 27   | 33   | 22  |
| 13. | Sava Zagreb          | 26  | 9    | 1    | 16   | 37   | 61   | 19  |
| 14. | Moslavina Kutina     | 26  | 2    | 4    | 20   | 13   | 59   | 8   |

## Rezultatska križaljka
| kratica | klub                 | DUB | DUGR | HID | ILO | KEM | MET | MLAP | MLAZ | MOS | RAD | SAVA | SLO | TPK | TRE |
| --- | -------------------- | --- | ---- | --- | --- | --- | --- | ---- | ---- | --- | --- | ---- | --- | --- | --- |
| DUB | Dubrava Zagreb       |     |      |     |     |     |     |      |      |     |     |      |     |     |     |
| DUGR | Duga Resa            |     |      |     |     |     |     |      |      |     |     |      |     |     |     |
| HID | Hidroelektra Zagreb  |     |      |     |     |     |     |      |      |     |     |      |     |     |     |
| ILO | Ilovac Karlovac      |     |      |     |     |     |     |      |      |     |     |      |     |     |     |
| KEM | Kemičar Zagreb       |     |      |     |     |     |     |      |      |     |     |      |     |     |     |
| MET | Metalac Zagreb       |     |      |     |     |     |     |      |      |     |     |      |     |     |     |
| MLAP | Mladost Petrinja     |     |      |     |     |     |     |      |      |     |     |      |     |     |     |
| MLAZ | Mladost Zabok        |     |      |     |     |     |     |      |      |     |     |      |     |     |     |
| MOS | Moslavina Kutina     |     |      |     |     |     |     |      |      |     |     |      |     |     |     |
| RAD | Radnik Velika Gorica |     |      |     |     |     |     |      |      |     |     |      |     |     |     |
| SAVA | Sava Zagreb          |     |      |     |     |     |     |      |      |     |     |      |     |     |     |
| SLO | Sloga Novoselec      |     |      |     |     |     |     |      |      |     |     |      |     |     |     |
| TPK | TPK Zagreb           |     |      |     |     |     |     |      |      |     |     |      |     |     |     |
| TRE | Trešnjevka Zagreb    |     |      |     |     |     |     |      |      |     |     |      |     |     |     |
| |                      |     |      |     |     |     |     |      |      |     |     |      |     |     |     |
| podebljan rezultat - utakmice od 1. do 13. kola (1. utakmica između klubova) rezultat normalne debljine - utakmice od 14. do 26. kola (2. utakmica između klubova) rezultat nakošen - nije vidljiv redoslijed odigravanja međusobnih utakmica iz dostupnih izvora rezultat smanjen * - iz dostupnih izvora nije uočljiv domaćin susreta prekrižen rezultat - poništena ili brisana utakmica p - utakmica prekinuta 3:0 p.f. / 0:3 p.f. - rezultat 3:0 bez borbe |                      |     |      |     |     |     |     |      |      |     |     |      |     |     |     |

 Izvori:

## Unutarnje poveznice
- Hrvatska liga - Sjever 1977./78.
- Međuopćinska liga Karlovac – Kutina – Sisak 1977./78.